# Zealandicesa aequabilis
Zealandicesa aequabilis är en tvåvingeart som beskrevs av Adrian R.Plant 1991. Zealandicesa aequabilis ingår i släktet Zealandicesa och familjen Brachystomatidae. Inga underarter finns listade i Catalogue of Life.